# السكير (حزم العدين)

تعديل مصدري - تعديل

السكير محلة تابعة لقرية الطحان، التابعة لعزلة يريس بمديرية حزم العدين إحدى مديريات محافظة إب في الجمهورية اليمنية، بلغ تعداد سكانها 45 حسب تعداد اليمن لعام 2004.